# Daniel Zamudio
Daniel Mauricio Zamudio Vera (Santiago, 3 de agosto de 1987-Santiago, 27 de marzo de 2012) fue un joven chileno, convertido en símbolo de la lucha contra la violencia homofóbica en su país, tras ser atacado y torturado por un grupo de jóvenes que lo golpearon durante varias horas en el Parque San Borja de Santiago, causando heridas que semanas más tarde acabaron con su vida.
El ataque contra Zamudio, perpetrado el 2 de marzo de 2012 por cuatro individuos antisociales, generó conmoción en la sociedad chilena y abrió el debate sobre la homofobia en el país, poniendo de relieve la ausencia de una ley antidiscriminación para este tipo de crímenes y otros, la que finalmente fue promulgada luego de años de tramitación parlamentaria. En 2012, los padres y amigos del joven asesinado crearon la Fundación Daniel Zamudio, cuyo objetivo es combatir la homofobia en todos los frentes.
Según el autor y periodista Rodrigo Fluxá en su libro Solos en la noche: Zamudio y sus asesinos, se narra que el asesinato de Daniel Zamudio no se debió a un ataque homofóbico, sino un afrontamiento entre antisociales, que posteriormente seria simplificado para ocultar diferentes problemáticas sociales que sufrían los jóvenes en esa época.

## Biografía
Daniel Zamudio fue el segundo de cuatro hijos del matrimonio formado por Iván Zamudio Contreras y Jacquelinne Vera Muñoz, originario de San Bernardo, al sur de Santiago. La homosexualidad de Daniel fue notoria para su familia cuando él tenía entre 13 y 14 años de edad, aun cuando él mismo la advierte a los 17 años.
Tras la separación de sus padres, Daniel vivió junto a su madre y abuela. A los 17 años, cayó en una fuerte depresión gatillada por el suicidio de su mejor amiga, lo que le condujo a abandonar sus estudios secundarios. La relación con su padre era buena, pero con fricciones, pues Daniel consideraba que su padre no aceptaba su orientación sexual, aun cuando este atribuyó los problemas a la irresponsabilidad de su hijo.
En el 2009 empezó a salir con Mauricio Fernández, quien posteriormente se convertiría en su pareja. A los 24 años, Daniel trabajaba en una tienda de ropa china para reunir dinero con el cual financiar sus estudios de modelaje o teatro, tras retomar los estudios secundarios. Según su hermano, su intención era hacer carrera en el mundo de las comunicaciones y ser reconocido, además de formar una familia y ser padre.

## Ataque y fallecimiento

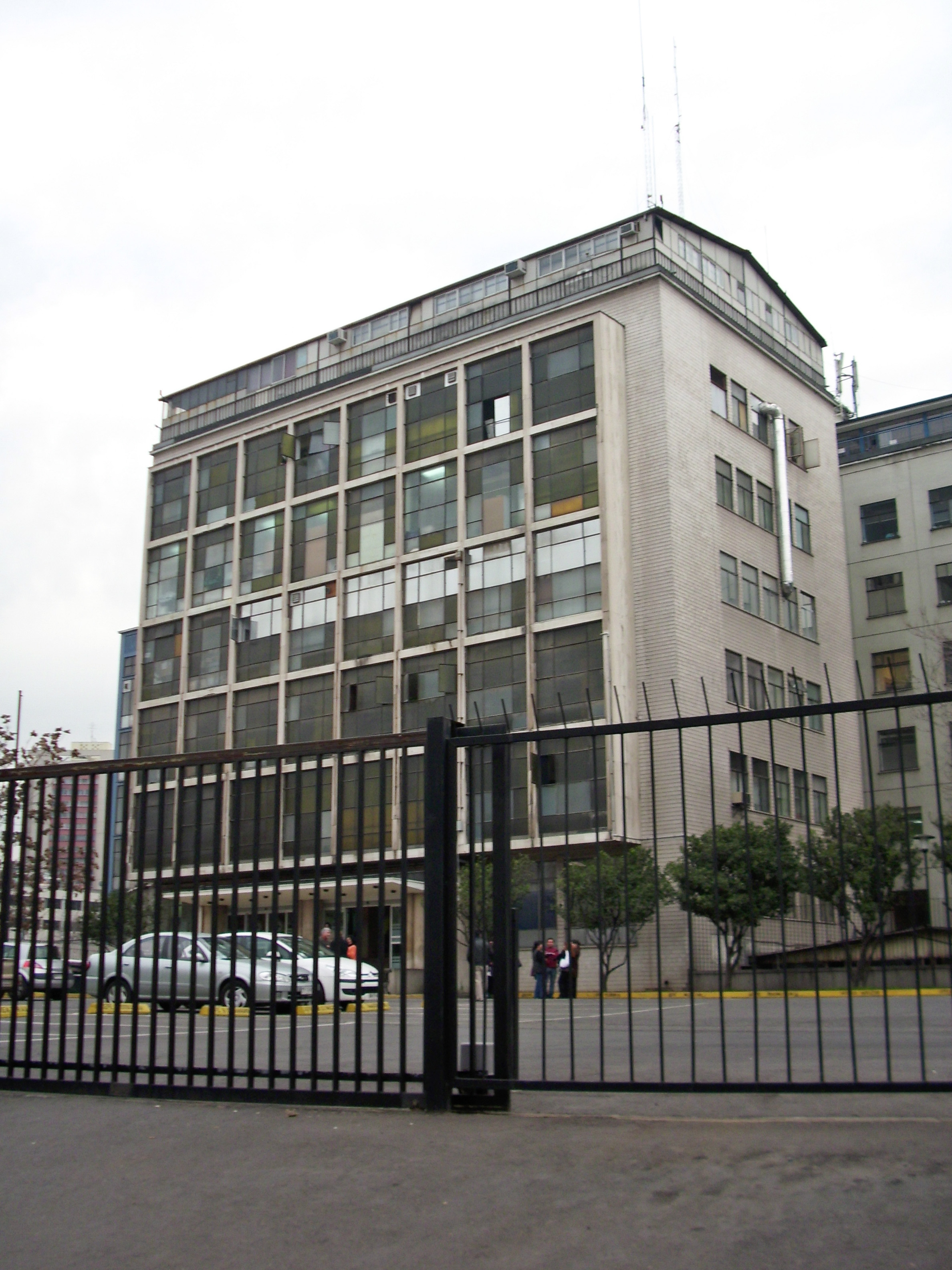
La Posta Central, recinto en el que Daniel Zamudio fue tratado hasta su fallecimiento.

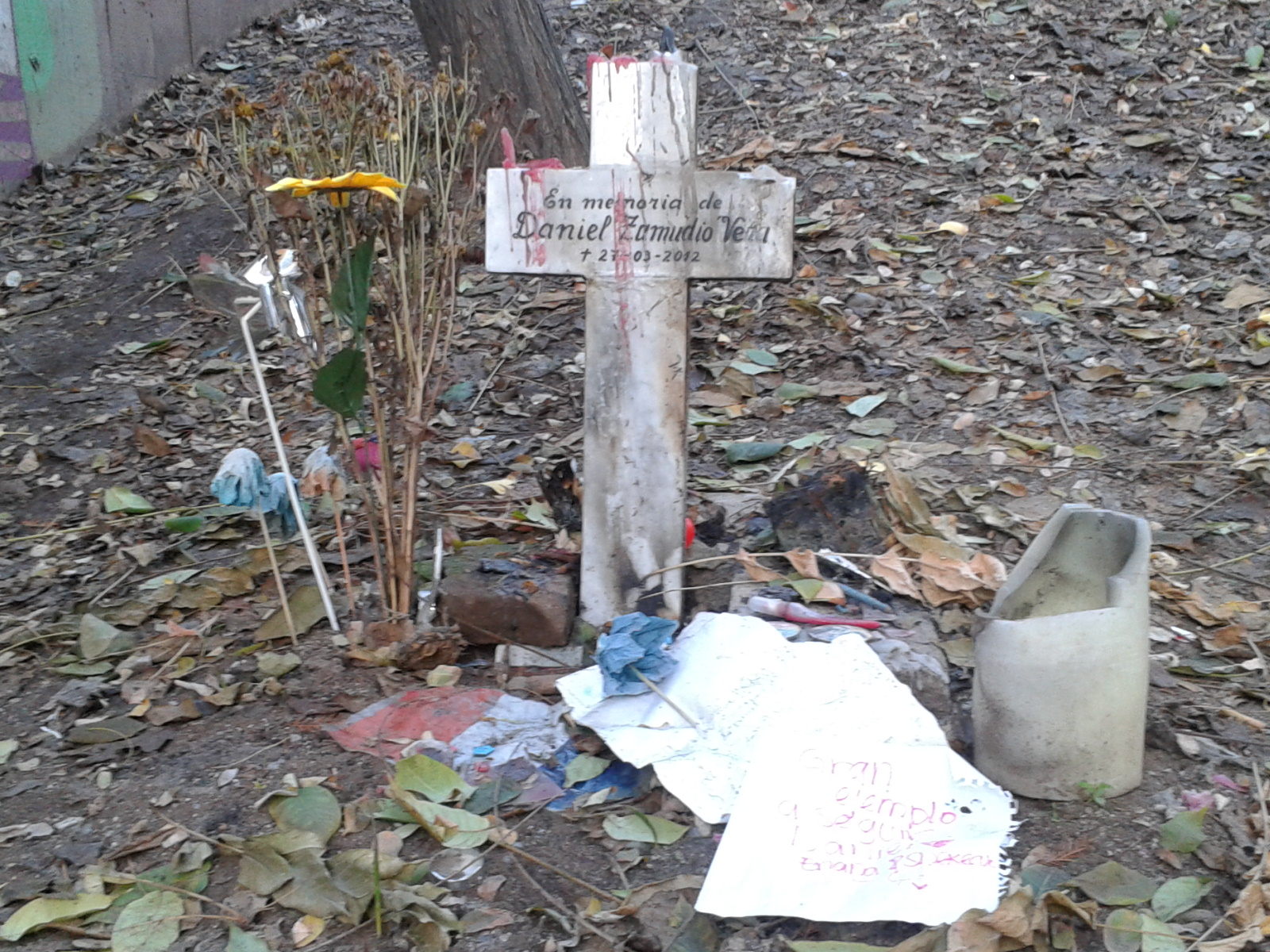
Animita original instalada en el Parque San Borja, en el lugar donde fue encontrado Daniel Zamudio.

Daniel asistía regularmente a discotecas orientadas a público LGBT, y más de una vez indicó haber sido acosado a la salida de tales recintos. En una ocasión, y tras abandonar la discoteca Blondie, fue amenazado: «Yo sé donde trabajai  [sic] y donde te pille te voy a matar».
El día viernes 2 de marzo, Daniel asistió a su trabajo a las 7:30, como de costumbre, y en la tarde avisó a su familia que pasaría a ver a una amiga, por lo que llegaría más tarde a su hogar. Esto nunca ocurrió. El día domingo su familia dejó constancia ante la Policía de Investigaciones de Chile por su desaparición, y este organismo logró identificarlo como un joven que ingresó el día anterior a la Posta Central, sin identificación. En efecto, Daniel fue encontrado cerca de las 4:00 AM, inconsciente y sin documentos, por un guardia municipal en el Parque San Borja, ubicado junto a la Alameda, principal arteria de Santiago de Chile.
Zamudio fue trasladado a la cercana Posta Central durante la madrugada del sábado y, producto de sus heridas, fue puesto en coma inducido por el equipo médico. Tenía graves heridas en su cráneo y cuerpo: parte de su oreja cercenada, piernas quebradas, una serie de cortes a la altura del estómago en forma de esvástica y diversas quemaduras hechas con cigarrillos.
Debido a la naturaleza de las heridas, se manejó desde un comienzo la posibilidad de un crimen homofóbico ejecutado por una pandilla neonazi, aunque sería la investigación posterior la que determinaría las causas del ataque.
Daniel estuvo internado en la Posta Central por varios días, comenzando una lenta recuperación, que llevó a sacarlo del coma inducido. Incluso se registraron algunas reacciones involuntarias menores. Sin embargo, su condición empeoró, lo que obligó a regresar al coma (el día 19) tras sufrir un paro cardiorrespiratorio. El equipo médico determinó que estaba en riesgo vital y las heridas confirmaban un daño neurológico severo. Tras 20 días, versiones contradictorias anunciaban la muerte cerebral del joven. Daniel Zamudio falleció el martes 27 de marzo de 2012 a las 19:45 horas.

## Impacto

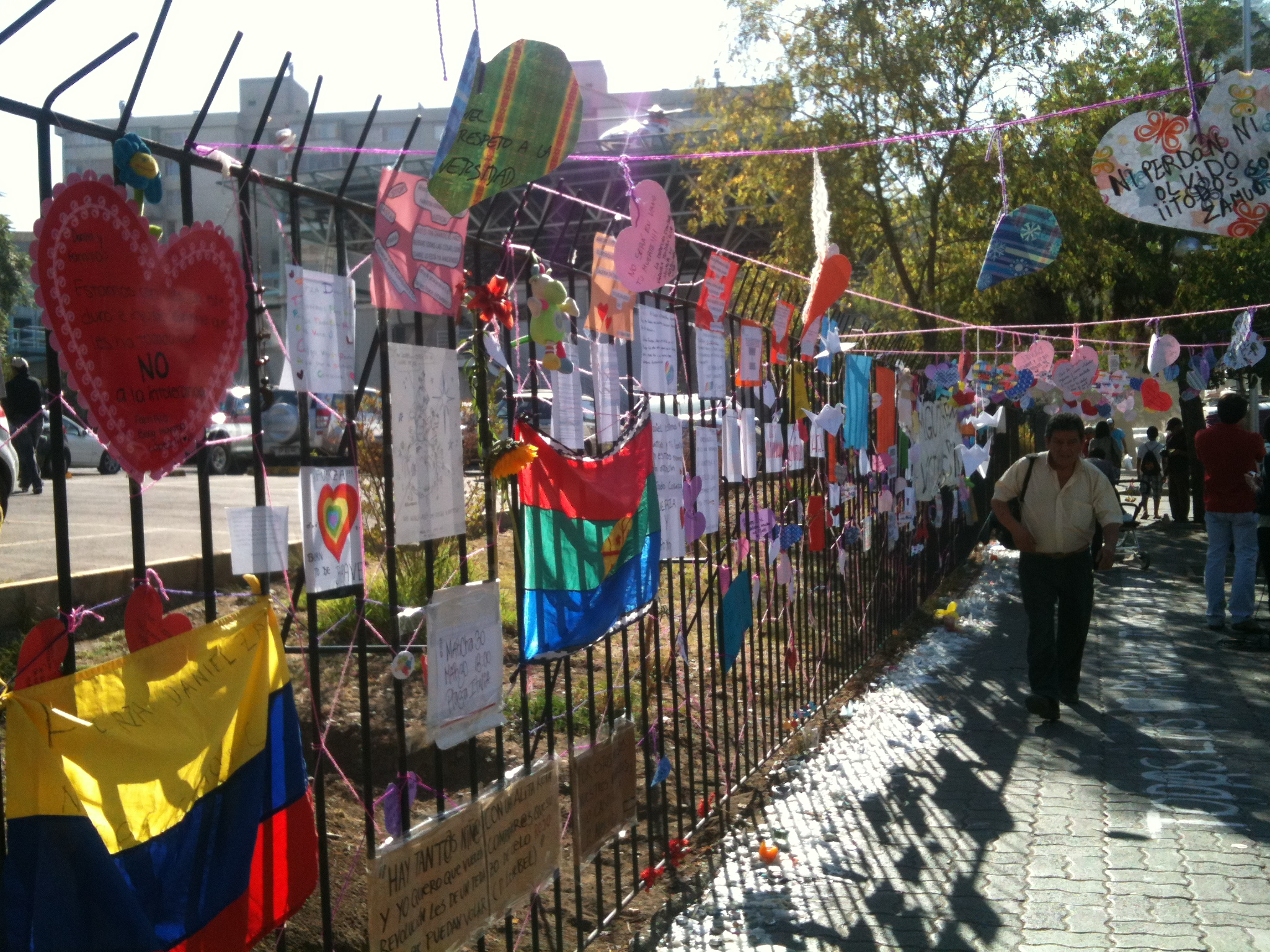
Cientos de mensajes fueron puestos en la reja de la Posta Central en apoyo a la familia de Daniel Zamudio.

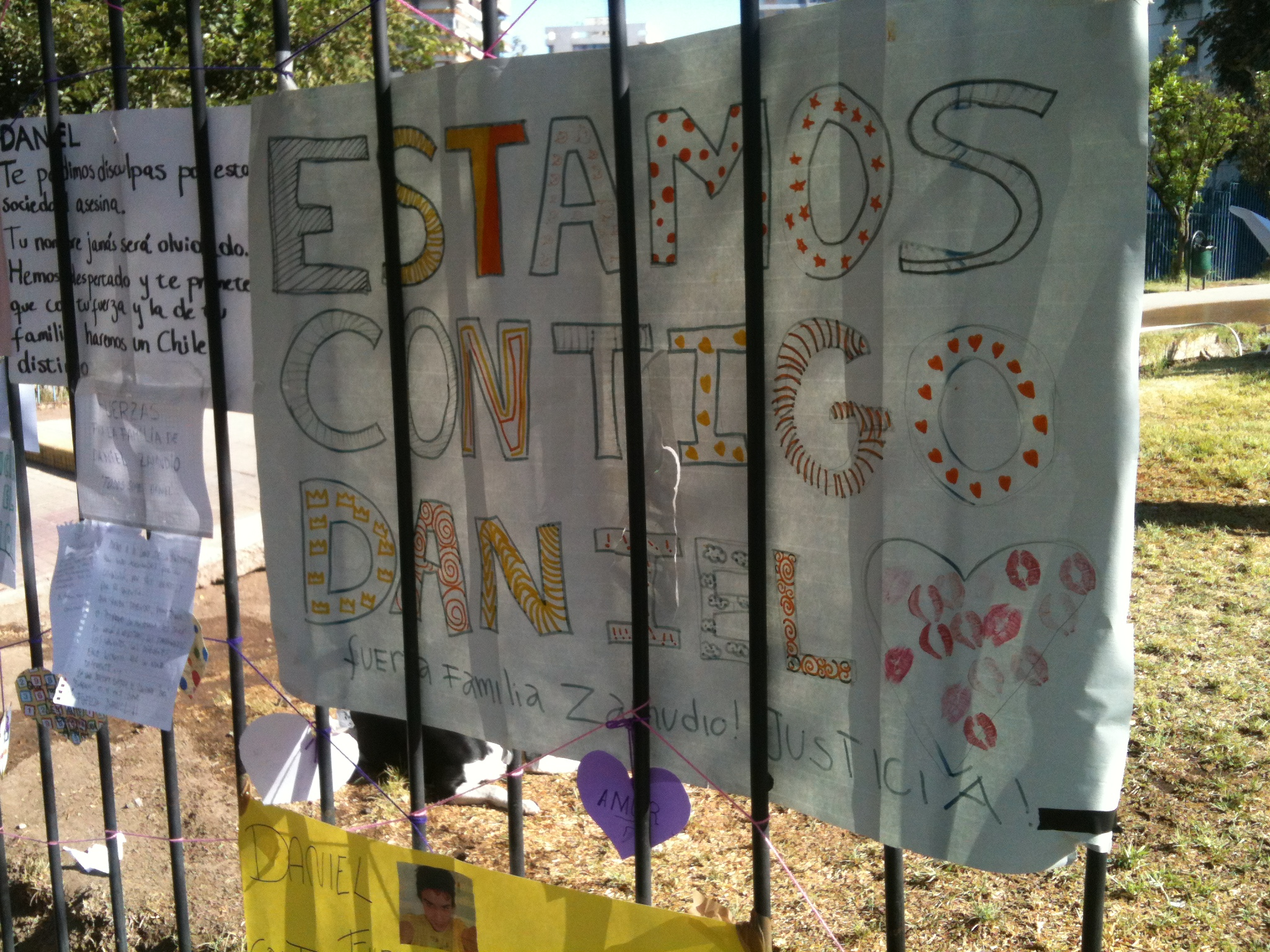
«Estamos contigo Daniel», un mensaje colocado fuera de la Posta Central.

La noticia del ataque a Zamudio fue difundida por diversas colectividades en defensa de los derechos de minorías sexuales, en particular por el Movimiento de Integración y Liberación Homosexual (Movilh), quienes anunciaron acciones legales contra quienes resultaran responsables, además de solicitar formalmente una reunión con el Ministerio del Interior. Movilh indicó que, entre 2002 y comienzos de 2012, 66 denuncias de agresiones físicas perpetradas por civiles habían sido registradas, afectando a unas 250 personas.
Gracias al uso de redes sociales, la noticia alcanzó gran difusión y generó un repudio masivo en la sociedad chilena, poniendo de manifiesto la realidad de la discriminación a minorías sexuales en Chile.
Diversas manifestaciones de apoyo a Daniel Zamudio y su familia se realizaron fuera de la Posta Central, incluyendo vigilias con velas («velatones»). El día 30 de marzo, miles de personas acompañaron a la familia de Daniel Zamudio durante su funeral. El cortejo fúnebre recorrió diversas comunas y fue recibida por diversos manifestantes exigiendo justicia por la muerte de Daniel, antes de llegar al Cementerio General de Santiago donde fue enterrado.
Un año después del suceso, la noche del 2 de marzo de 2013 se realizó en Santiago una marcha en conmemoración del asesinato de Daniel, en la que participaron 300 personas.
El año 2023, en marco de Conmemoración de los 11 años del fallecimiento del Daniel Zamudio Vera, se realizó un acto en el Liceo Cacique Antupillan de San Bernardo, lugar donde Daniel estudió en su infancia. En esta instancia, organizada por la Oficina de Diversidad Sexual de San Bernardo y la Fundación Daniel Zamudio, asistieron autoridades, organizaciones sociales LGBTIQA+, vecinas/os del territorio y la comunidad educativa con el fin de darle visibilidad a la violencia persistente y la necesidad de la no discriminación por orientación sexual e identidad de género. 

### Declaraciones
Diversos políticos manifestaron su rechazo a la situación, incluyendo el ministro del Interior Rodrigo Hinzpeter quien recibió al Movilh y días después organizó un encuentro entre el presidente Sebastián Piñera y la familia Zamudio en el Palacio de La Moneda. Tras el encuentro, la Intendencia de Santiago anunció ser parte de la querella por el ataque a Daniel Zamudio.
Tras confirmarse la muerte de Daniel Zamudio, el presidente Piñera se solidarizó con la familia a través de su cuenta de Twitter mientras recorría Asia como parte de una gira oficial.

La brutal y cobarde agresión y muerte de Daniel Zamudio hieren no solo a su familia sino también a todas las personas de buena voluntad.
Quiero expresar a los padres, familia y amigos de Daniel Zamudio mis más profundos sentimientos de cariño y solidaridad.
Su muerte no quedará impune y refuerza el compromiso total del gobierno contra toda discriminación arbitraria y con un país más tolerante.
Sebastián Piñera (@sebastianpinera), 27 de marzo de 2012. 

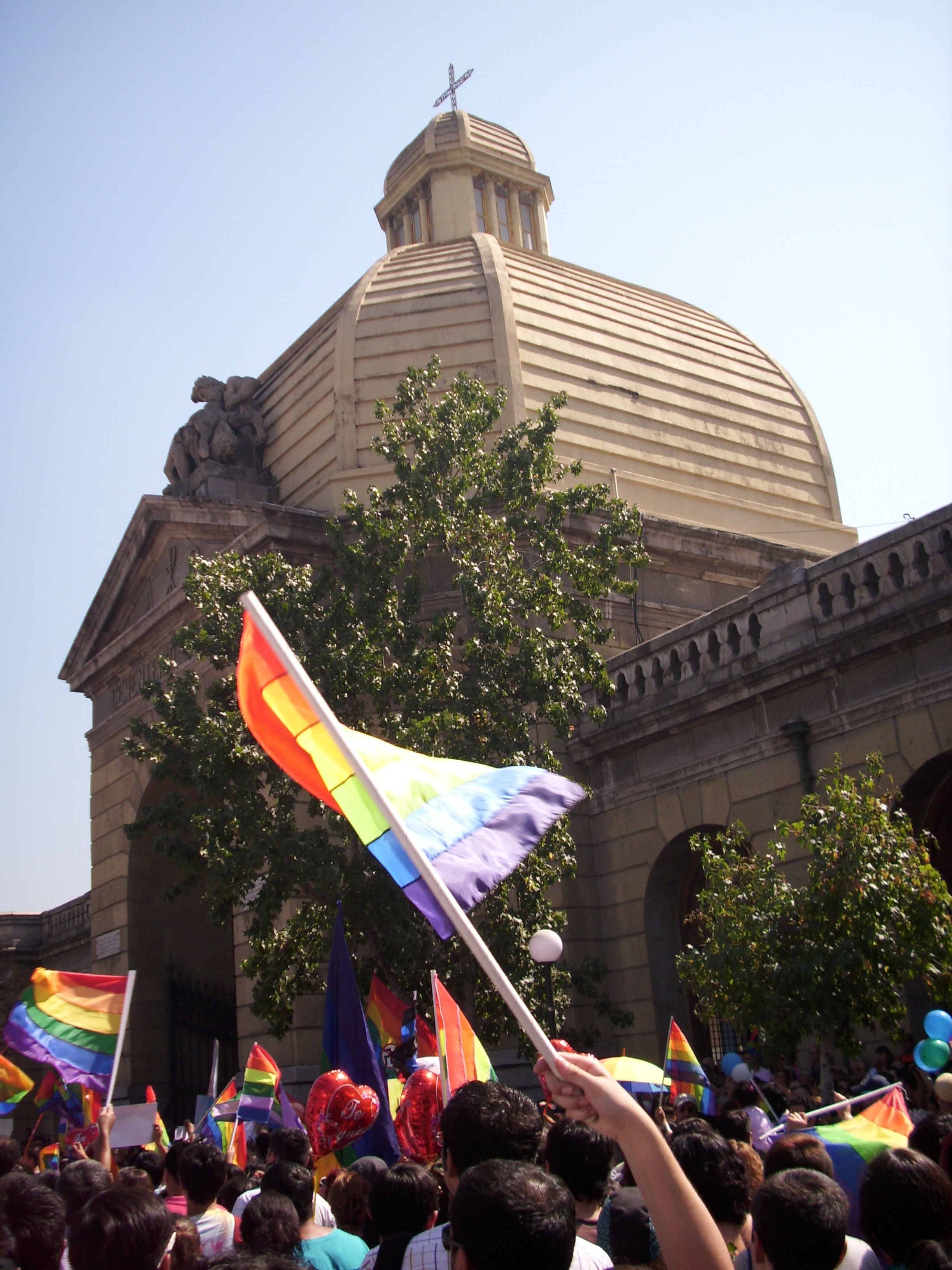
Banderas arco iris flameando durante el funeral de Daniel Zamudio.

A su vez, el vocero de Movilh, se refirió a la situación desde la Posta Central momentos después de la confirmación del deceso, calificando a Zamudio como «un mártir ciudadano de las minorías sexuales». Varios artistas repudiaron el hecho, tales como Boy George, Gloria Trevi, Pablo Simonetti y Beto Cuevas, siendo uno de los más vocales el cantante puertorriqueño Ricky Martin, quien dedicó su Premio GLAAD a Zamudio. Por otra parte, la cantante rusa Lena Katina —exintegrante del dúo t.A.T.u.— también envió un mensaje vía YouTube para solidarizar con la causa.
La Iglesia católica en Chile manifestó su rechazo a este tipo de ataques; sin embargo, el Movilh criticó la actitud de dicha institución, una de las principales opositoras a la ley antidiscriminación, de no acompañar a la familia de Daniel Zamudio mientras sí lo había hecho para el sacerdote Fernando Karadima, acusado de pederastia. El arzobispo de Santiago Ricardo Ezzati rechazó las acusaciones y dijo que el vicario de la Esperanza Joven había acompañado a la familia del joven asesinado, aunque en silencio pues «hay que acompañar con una actitud callada [pues] el aprovechamiento del dolor humano es inhumano». Respecto a la ley antidiscriminación, Ezzati reiteró sus reticencias al respecto, pues había que ver que estaba «bajo la no discriminación».

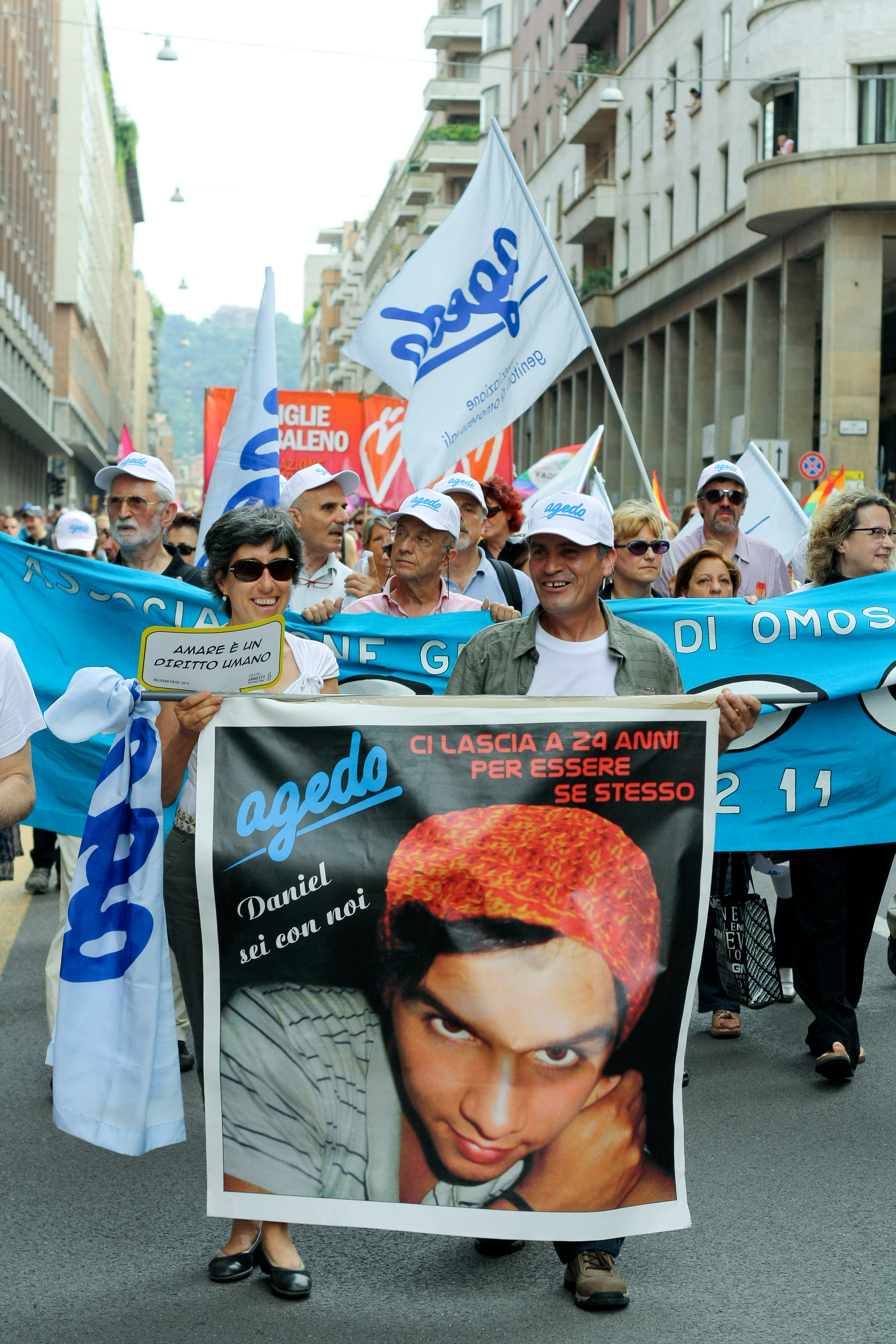
Una fotografía de Daniel Zamudio en una marcha LGBT en Bolonia, Italia.

El caso fue tratado por organizaciones internacionales dedicados a la protección de los derechos humanos. El 29 de marzo de 2012, la Comisión Interamericana de Derechos Humanos se pronunció condenando el hecho a través de un comunicado e instó al Gobierno chileno investigar los hechos de manera «inmediata y seria». Al día siguiente, la Oficina del Alto Comisionado de las Naciones Unidas para los Derechos Humanos (ACNUDH) publicó una nota llamando a las autoridades chilenas a legislar en contra de la discriminación siguiendo estándares internacionales, condenando los crímenes de odio. Además, comparó el caso Zamudio con otros casos de discriminación a nivel mundial.

El asesinato de Daniel Zamudio es sólo el último recordatorio de la gravedad y prevalencia de la violencia homofóbica, la cual, el más reciente reporte del ACNUDH indicó existe en todas las regiones.
Esta vez ocurrió en Santiago de Chile, pero puede ocurrir cada día en las calles de pueblos y ciudades de todo el mundo.
Rupert Colville, vocero de la Oficina del Alto Comisionado
de las Naciones Unidas para los Derechos Humanos, 30 de marzo de 2012.

Las opiniones de rechazo, sin embargo, no fueron unánimes. El abogado Jorge Reyes, representante de la agrupación Red por la Vida y la Familia y cercano al partido derechista Unión Demócrata Independiente (UDI), afirmó que «si la sociedad conociera la vida de Daniel Zamudio opinaría distinto» pues el joven habría estado alcoholizado al momento del ataque y había sido expulsado de su casa, finalizando con que en Chile existía una «visión romántica sobre la tolerancia». Esas palabras fueron consideradas «aberrantes» y «lo peor de la sociedad» por el vocero del Movilh Óscar Rementería y motivaron que el gobierno prescindiera de los servicios de Jorge Reyes en el Servicio de Salud Concepción.

### Reacciones políticas
Tras el encuentro con la familia Zamudio en el palacio gubernamental, el ministro Hinzpeter anunció que pondrían suma urgencia al proyecto de Ley antidiscriminación que se discutía en el Congreso Nacional desde 2005. El Movilh valoró el anuncio, sin embargo, manifestó que no se debía aprobar «cualquier ley», pues el proyecto que estaba en discusión presentaba diversas falencias.

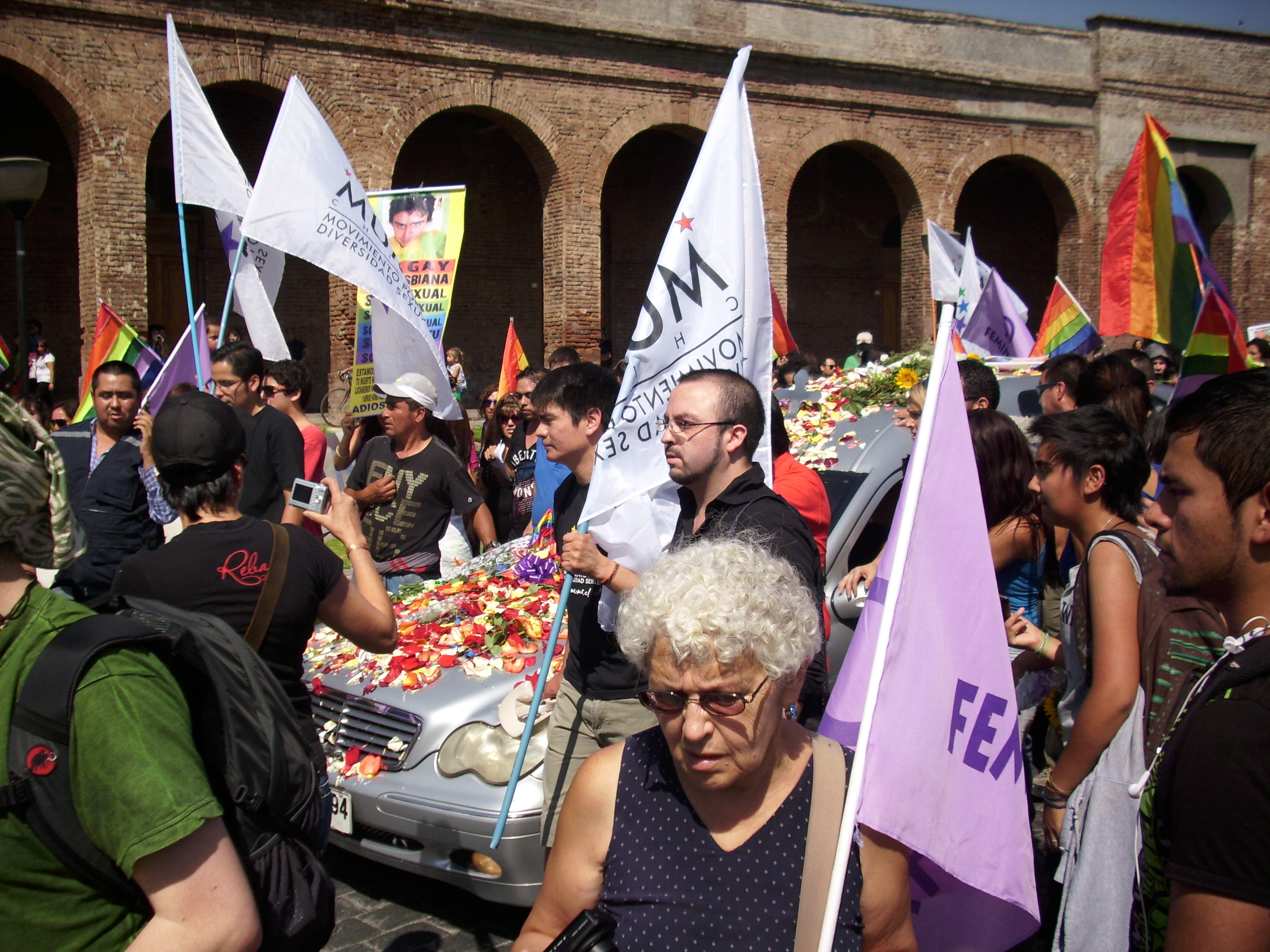
El cortejo fúnebre de Zamudio llegando al Cementerio General de Santiago el 30 de marzo de 2012.

La discusión sobre la Ley antidiscriminación llevaba años entrampada, especialmente por el rechazo de parte importante de los parlamentarios de la Coalición por el Cambio. En noviembre de 2011, el artículo 2.º del proyecto, que incluía referencia a minorías sexuales, fue votada a favor por 23 senadores —incluyendo 7 PDC, 3 RN y 1 UDI— y en contra por 13 senadores —6 RN y 7 UDI—. A través de las redes sociales, la lista de dichos parlamentarios que votaron en contra comenzó a circular junto a un llamado a no votarlos en las elecciones parlamentarias de 2013. Ante dichas críticas, el senador Juan Antonio Coloma Correa (presidente de la Unión Demócrata Independiente, el partido con más parlamentarios en el Congreso a dicha fecha) argumentó que la Ley antidiscriminación no hubiera evitado el crimen, que consideró como inaceptable y que se debía combatir con o sin ley, aunque defendió su rechazo a la ley pues podía «quitar la naturaleza a ciertas instituciones». En tanto, diversos senadores de la Concertación llamaron a reponer los artículos sobre minorías sexuales excluidos durante la discusión de la ley algunos meses antes, acusando a la UDI de estar «incitando a que se generen hechos de violencia» al recurrir al Tribunal Constitucional para anular el proyecto de ley. Los senadores Guido Girardi (PPD), Juan Pablo Letelier (PS), Ricardo Lagos Weber (PPD) y Mariano Ruiz-Esquide (PDC) incluso solicitaron denominar con el nombre de Daniel Zamudio a la ley antidiscriminación.
Tras el fallecimiento de Daniel Zamudio, otras acciones políticas surgieron. Entre ellas destaca el proyecto de ley que crea el Día Nacional de la Diversidad, el cual fue presentado por diputados demócrata cristianos. Un concejal de la comuna de Santiago también solicitó renombrar el Parque San Borja, donde ocurrió la golpiza, como «Parque Daniel Zamudio» y convertirlo en un memorial de la tolerancia y la no violencia.

## Investigación criminal

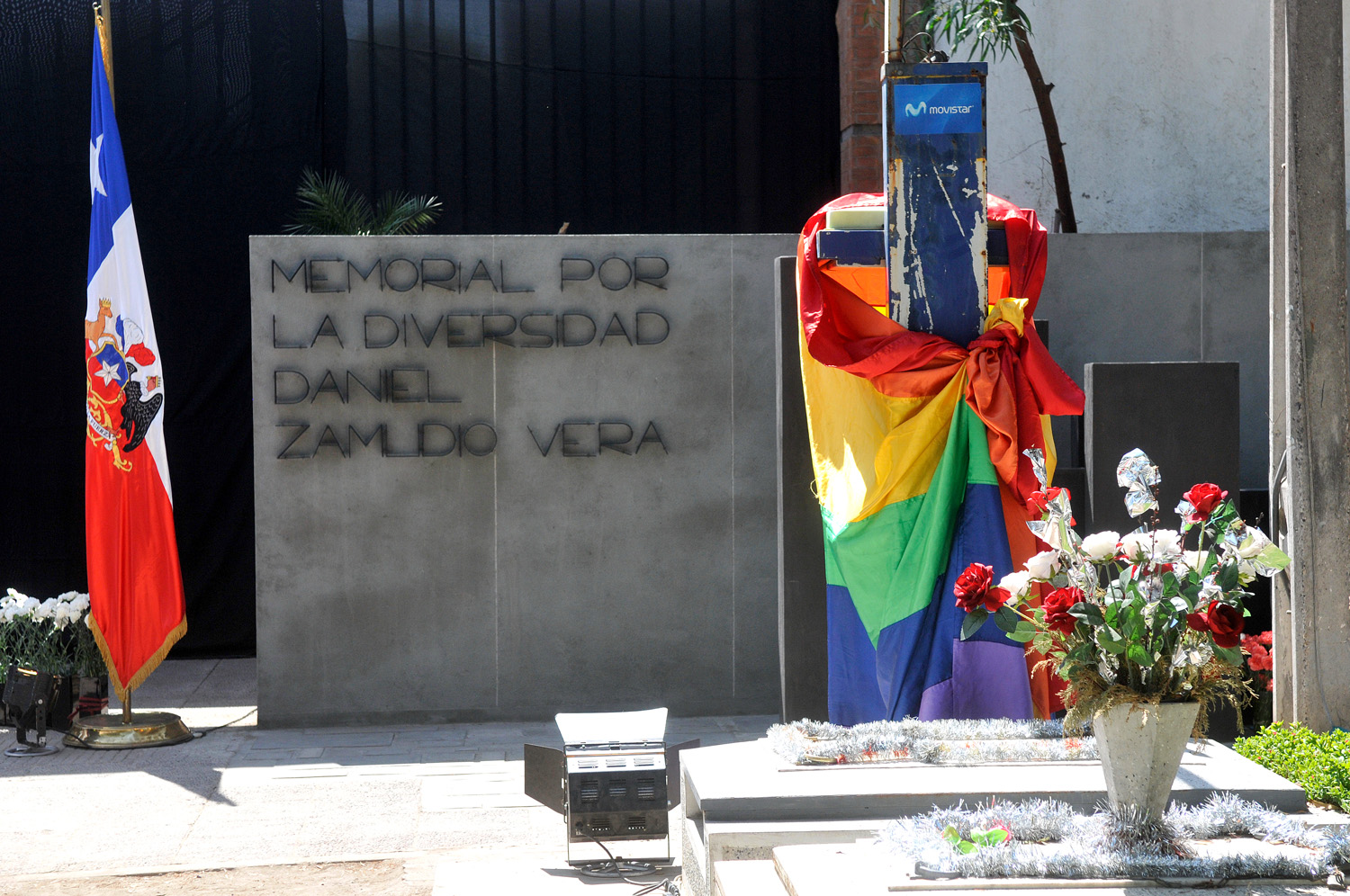
El Memorial por la Diversidad fue inaugurado en 2013 en el Cementerio General de Santiago, donde fueron trasladados los restos de Zamudio.

### Imputados
Debido a las características del ataque, las primeras versiones apuntaban a un ataque llevado a cabo por pandillas neonazis, aunque posteriormente fue descartado, quienes habrían atacado a Daniel Zamudio por su orientación sexual.
El día 9 de marzo, tras recoger diversas pistas y las versiones de algunos testigos, el grupo O.S.9. de Carabineros de Chile identificó y detuvo a cuatro personas como los eventuales causantes de los golpes, quienes inicialmente habrían confesado su participación en los hechos. Los imputados fueron:
- Alejandro Áxel Angulo Tapia (26), procesado por robos menores y ataques a peruanos, era imitador de Michael Jackson y tenía una tienda en la galería comercial Eurocentro en el paseo Ahumada.[53]
- Patricio Iván Ahumada Garay (25), conocido como Pato Core, había salido de una condena de cárcel por robo con intimidación. Tenía registros de ataques xenófobos contra peruanos.[53]
- Raúl Alfonso López Fuentes (25),[54] conocido como el "Gacke II",[55] neonazi y con registros de hurto en supermercados y estaciones de servicio. Intentó ser militar, pero fue rechazado.[53]
- Fabián Alexis Mora Mora (19), el único involucrado sin antecedentes. Sin embargo, el 4 de enero, Mora escribió en su perfil de Facebook haber «reventado el cráneo y la clavícula» a un indigente en su barrio.

Si bien el grupo no se declaraba neonazi, tanto Ahumada como López sí presentaban ciertas tendencias similares y manifestaban admiración de esa ideología.

### Declaraciones
Raúl López se declaró culpable luego de la detención. Dijo que con su grupo encontraron a Daniel durmiendo en una banca del parque a las 9 de la noche. Tras ir a comprar alcohol, encontró a Ahumada y Angulo golpeando a Zamudio.

Le empezaron a golpear con sus manos en la cabeza y rostro. No era muy fuerte, casi como para que despertara. Después a los cabros les entró la maldad y empezaron a pegarle más fuerte. Lo tomamos y lo llevamos al parque. Entramos por el costado de la reja principal, que está al lado del Unimarc. Ahí el Fabián Mora bajó con él, después nos pusimos a tomar unos copetes, le convidamos un vaso de ron y luego me fui a comprar nuevamente.
Declaración de Raúl López.

Al regresar, Ahumada estaba golpeando con furia a Zamudio por el hecho de ser gay. Ahumada golpeaba «patadas, combos en la cabeza, en la cara, en los testículos, en las piernas, por todo el cuerpo», según relata López, mientras Zamudio sangraba por la nariz y el rostro. Tras eso, habrían utilizado el gollete de una botella quebrada de pisco sour para dibujarle una esvástica en el abdomen.

Angulo agarró una piedra grande que estaba ahí y se la tiró en la guata unas dos veces, después la tomó y se la tiró en la cabeza. Después, Fabián Mora Mora tomó la piedra y la lanzó como 10 veces en las piernas de la víctima [...] Hicieron como una palanca y ahí se quebró, sonaron como unos huesos de pollo, y como ya el muchacho estaba muy mal, nos fuimos cada uno por su lado.
Declaración de Raúl López.

Luego de tres horas de tortura, y tras apagar sus cigarros en el cuerpo del atacado, el grupo habría abandonado a Zamudio inconsciente cerca de las 2:30 de la madrugada.
La versión fue rechazada por Ahumada y Angulo, quienes reconocieron encontrarse a Zamudio en el parque. Sin embargo, aseveraron que lo salvaron de un asalto mientras él dormía en el parque. Tras protegerlo, habrían ido con Zamudio a comer unas sopaipillas y seguir bebiendo. Ahumada asegura que se retiró cerca de las 22:00 y que, tras escuchar en la prensa de la golpiza que había sufrido Daniel, había intentado comunicarse con Carabineros para contar lo que sabía, pero que previo a eso había sido detenido. Angulo, si bien en un comienzo apoyó la versión de Ahumada, posteriormente reconoció que éste habría atacado a Zamudio, y que su declaración inicial

### Juicio y condena
El fiscal Ernesto Vásquez, a cargo de dirigir la investigación, requirió la formalización de los imputados por el delito de homicidio frustrado, y, asimismo, solicitó su prisión preventiva, medida que fue concedida por el 7.º Juzgado de Garantía de Santiago, tras considerar que la libertad de los imputados constituía un «peligro para la sociedad». Tras la muerte del joven, el delito se vio modificado por la figura de homicidio calificado en grado de consumado, el delito más grave que contempla el ordenamiento jurídico chileno.
El juicio se llevó a cabo principalmente durante 2013 en el Cuarto Tribunal Oral en lo Penal de Santiago. El 17 de octubre, Patricio Ahumada, Alejandro Angulo, Raúl López y Fabían Mora fueron hallados culpables de homicidio calificado y en eso se hizo hincapié en la "crueldad extrema" de los atacantes, quienes "aumentaron deliberadamente el dolor" durante la golpiza a Daniel Zamudio. La fiscalía de la zona Centro Norte, liderada por Ernesto Vásquez, solicitó la pena de presidio perpetuo simple para Patricio Ahumada, mientras que para Angulo y López pidió 15 años de cárcel y para Mora, 8 años.  El 28 de octubre, el Tribunal publicó las condenas respectivas, confirmando las penas solicitadas por la Fiscalía, a excepción de Mora que quedó con 7 años de presidio.

## Legado
- Solos en la noche: Zamudio y sus asesinos (2014), libro que trata de la investigación periodística de Rodrigo Fluxá sobre el caso.
- Zamudio: Perdidos en la noche (2015), miniserie de cuatro episodios emitida por TVN basada en el libro anteriormente mencionado.
- Yo soy Daniel (2016), obra de teatro del dramaturgo Gonzalo Briones Tapia inspirada en la última época de vida de Daniel Zamudio.
- Nunca vas a estar solo (2016), película dirigida por Álex Anwandter inspirada en el Caso Zamudio. Inauguró la edición de 2016 del LesGaiCineMad.[62]
- Jesús (2016), película dirigida por Fernando Guzzoni e inspirada en el Caso Zamudio.
- Efecto mariposa (2018), programa emitido por Mega donde se le dedicaron dos episodios titulados «Zamudio: Cosas que nadie sabe de mí».[63]